# Pterolophia albofasciata
Pterolophia albofasciata là một loài bọ cánh cứng trong họ Cerambycidae.